# 重新编程
在生物学中，重新编程 (英語：Reprogramming)，是指在哺乳類动物发育或细胞培养过程中，删除和重塑表观遗传标记，例如DNA 甲基化。 这种控制通常也与组蛋白的替代共价修饰有关。
現時在哺乳類动物中使用重新編程，可以用大規模 (10% 至100% 的表觀遺傳標記) 及快速 (數小時至數天內) 在三個生命階段中進行。幾乎 100% 的表觀遺傳標記，可在精子與卵子受精後，早期發育期間的兩個短時間內被重新編程。